# الفرقة الانتحارية

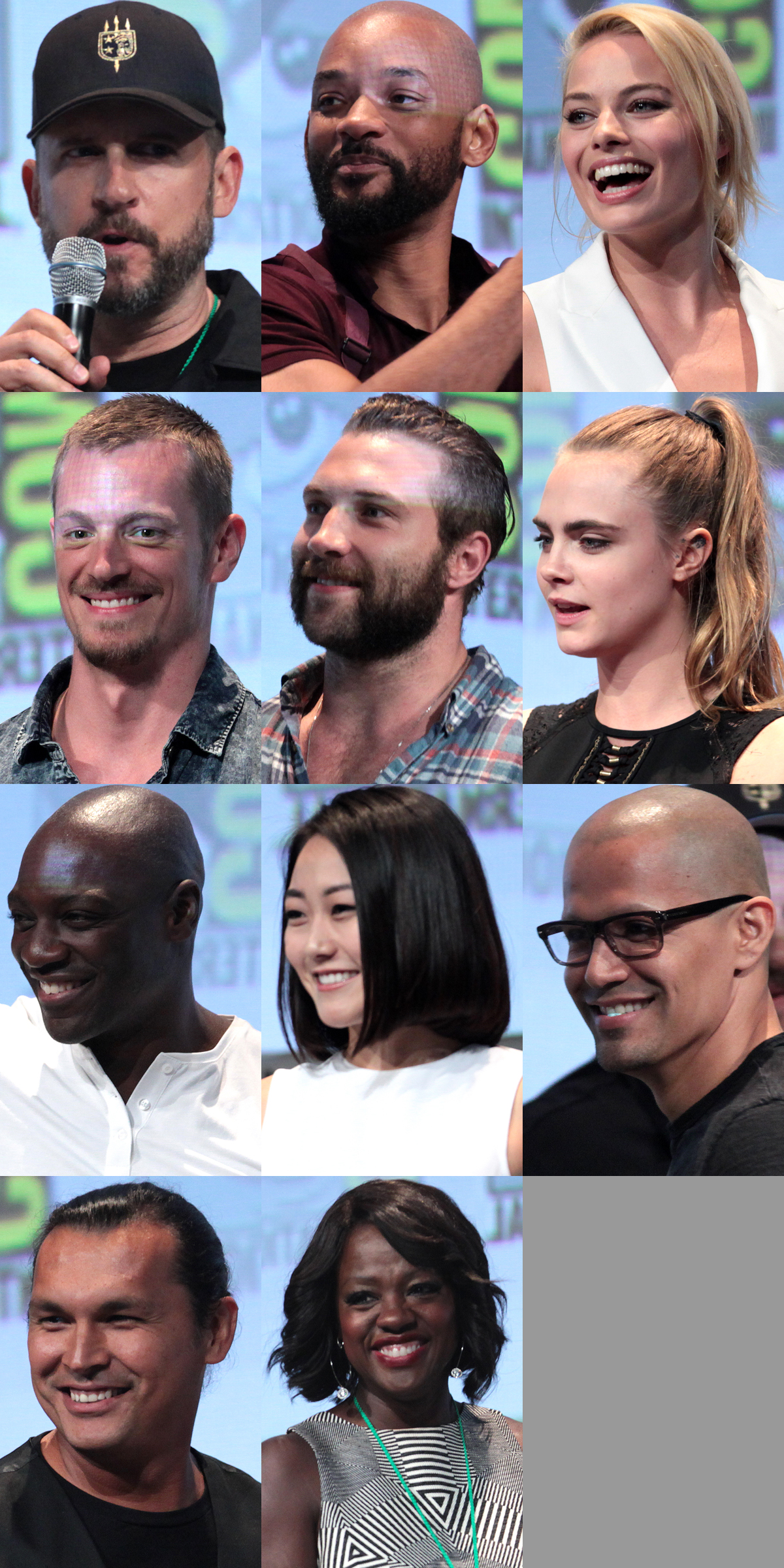

الفرقة الانتحارية (بالإنجليزية: Suicide Squad)‏ هو اسم لمنظمة خيالية تظهر في القصص المصورة التي تنشرها دي سي كومكس. ظهرت النسخة الأولى من الفرقة في سبتمبر 1959 ثم ظهرت النسخة الثانية في سنة 1987. من أعضاء الفرقة هارلي كوين، كيلر كروك، كاتانا، المشعوذة، إل ديابلو، ديدشوت و‌كابتن بومرانج.